# Later that same year
Later that same year is het derde studioalbum uitgebracht onder de groepsnaam Matthews Southern Comfort, maar is eigenlijk een soloalbum van Iain Matthews. Het bevat de enige hit van Matthews in Nederland, "Woodstock". Matthews staat bij dit album trouwens wel als lid van MSC genoemd (bij vorig album was dat niet het geval).

## Musici
- Iain Matthews – zang
- Mark Griffith, Carl Barnwell – gitaar
- Gordon Huntley – steel guitar
- Andy Leigh – basgitaar
- Ray Duffy – slagwerk

met
- Roger Coulam – piano
- Tristan Fry – vibrafoon
- Keith Nelson – banjo
- Timothy Kraemer – arrangementen voor strijkinstrumenten

## Muziek
| Nr. | Titel                                                        | Duur |
| --- | ------------------------------------------------------------ | ---- |
| 1.  | Woodstock (Joni Mitchell)                                    | 4;36 |
| 2.  | To love (Gerry Goffin, Carole King)                          | 4:42 |
| 3.  | And me (Matthews)                                            | 4:39 |
| 4.  | Tell me why (Neil Young)                                     | 2:04 |
| 5.  | My lady (Mathhews)                                           | 1:38 |
| 6.  | And when she smiles (she maken the sunshine) (Alan Anderson) | 2:13 |
| 7.  | Mare, take me home (Alan Anderson)                           | 3:43 |
| 8.  | Sylvie (Barnwell)                                            | 5:41 |
| 9.  | The brand new Tennessee waltz (Jesse Winchester)             | 3:00 |
| 10. | For Melanie (Barnwell)                                       | 6:30 |
| 11. | Road to Ronderlin (Matthews)                                 | 2:19 |